# ديفيد كوبيرن
ديفيد كوبيرن هو سياسي بريطاني، ولد في 11 فبراير 1959 في غلاسكو في المملكة المتحدة. نشط حزبياً في حزب استقلال المملكة المتحدة. في انتخابات البرلمان الأوروبي 2014، انتخب عضو في البرلمان الأوروبي عن دائرة إسكتلندا ‏ لترشحه ضمن قائمة حزب استقلال المملكة المتحدة، وقد انضم خلال فترته النيابية (1 يوليو 2014 – ) للكتلة البرلمانية أوروبا الحرية والديمقراطية المباشرة.